# Nanette a trois amours
Pour plus de détails, voir Fiche technique et Distribution.

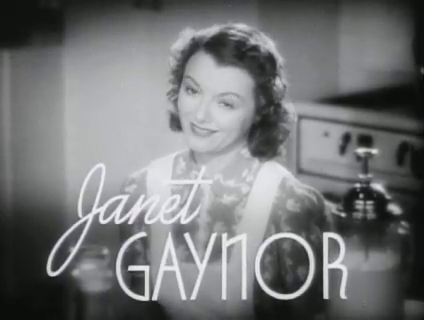
Janet Gaynor

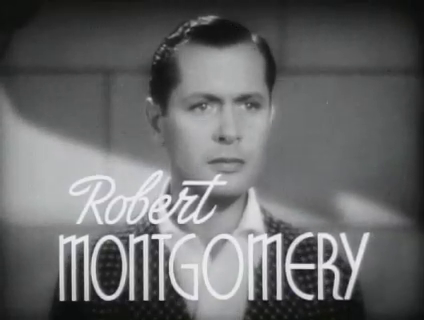
Robert Montgomery

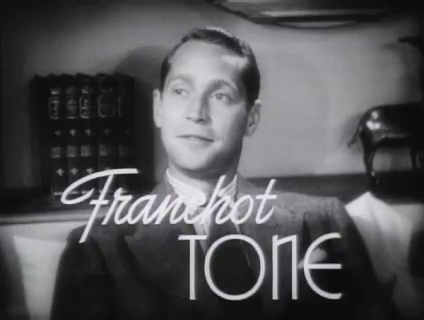
Franchot Tone

Nanette a trois amours (titre original : Three Loves Has Nancy) est un film américain en noir et blanc réalisé par Richard Thorpe, sorti en 1938.

## Synopsis
Malcolm Niles, un écrivain new-yorkais, apprécie une soirée romantique avec l'actrice Vivian Herford, jusqu'à ce que la mère de celle-ci arrive et parle mariage. Pour éviter ce mariage, Malcolm décide de partir en tournée de promotion à travers le pays, comme le lui a suggéré son ami et éditeur Robert Hanson. Lors d'une séance de signature dans une petite ville du Sud, Malcolm rencontre Nancy Briggs, qui ne montre aucun intérêt à ses livres et prévoit de se marier le soir même avec George Wilkins Jr. Lorsqu'il reçoit un télégramme de Robert lui annonçant que Vivian vient de quitte New York, il prend un train pour rentrer en ville, et y trouve Nancy, dont le fiancé ne s'est pas présenté lors de la cérémonie et qu'elle a l'intention de retrouver. Malgré ses efforts pour l'éviter, c'est à cause de Nancy qu'il rate une correspondance car il était en train de chercher le sac à mains que la jeune femme avait oublié. Il la retrouve à la porte de chez lui, car elle a découvert que non seulement George avait disparu mais qu'il n'était pas comme elle le lui avait dit directeur de magasin. Comme elle n'a nulle part où aller, elle demande à Malcolm de l'aider à retrouver son fiancé. Il est sur le point de la jeter dehors mais, quand Vivian arrive, il lui dit qu'il est avec Nancy. Habitant chez Malcolm, Nancy prend une part de plus en plus importante dans la vie de ce dernier et dans celle de Robert. Malcolm commence à tomber amoureux d'elle, de même que Robert. Il le nie mais quand George réapparaît et réclame Nancy, il se bat avec lui. Malcolm finit par admettre qu'il l'aime et la demande en mariage. Peu après le mariage, Nancy et Malcolm s'embarquent pour l'Europe, mais elle réalise soudain qu'elle a oublié son sac à terre, Malcolm court pour le retrouver mais ne peut revenir à temps au quai et voit le bateau s'éloigner. 

## Fiche technique
- Titre original : Three Loves Has Nancy
- Titre français : Nanette a trois amours
- Réalisation : Richard Thorpe
- Scénario : Bella Spewack, Samuel Spewack, George Oppenheimer, David Hertz, Lee Loeb (en)
- Musique : William Axt
- Direction artistique : Cedric Gibbons
- Costumes : Adrian
- Photographie : William H. Daniels
- Son : Douglas Shearer
- Montage : Fredrick Y. Smith
- Producteur : Norman Krasna
- Société de production : Metro-Goldwyn-Mayer
- Société de distribution : Loew's Inc.
- Pays de production :  États-Unis
- Langue originale : anglais américain
- Format : noir et blanc — 35 mm — 1,37:1 — son : mono (Western Electric Sound System)
- Genre : comédie romantique
- Durée : 70 minutes
- Dates de sortie : 
  - États-Unis : 2 septembre 1938
  - France : 16 mars 1939
- Affiche : Boris Grinsson (France)

## Distribution
- Janet Gaynor : Nancy Briggs
- Robert Montgomery (VF : Christian Gérard) : Malcolm Niles (Maxime en VF)
- Franchot Tone (VF : Maurice Dorléac) : Robert Hanson (Bobby en VF)
- Guy Kibbee : M. Briggs
- Claire Dodd : Vivian Herford
- Reginald Owen (VF : Emile Drain) : William, le maître d'hôtel
- Cora Witherspoon : Mme Herford
- Emma Dunn : Mme Briggs
- Charley Grapewin : Grand-père Briggs
- Lester Matthews : Alonzo Z. Stewart
- Grady Sutton : George Wilkins Jr.
- Mary Forbes : Mme Hansen
- Grant Withers : Jack
- Douglas Wood (non crédité) : M. Hanson